# (29457) Marcopolo
(29457) Marcopolo  es un asteroide perteneciente al cinturón de asteroides, descubierto el 25 de septiembre de 1997 por Vittorio Goretti desde el Observatorio de Pianoro, en Italia.

## Designación y nombre
Marcopolo se designó inicialmente como 1997 SO4.
Más adelante fue nombrado en honor al famoso viajero y explorador veneciano Marco Polo (1254-1324).

## Características orbitales
Marcopolo orbita a una distancia media del Sol de 2,4289 ua, pudiendo acercarse hasta 1,9578 ua y alejarse hasta 2,9000 ua. Tiene una excentricidad de 0,1939 y una inclinación orbital de 2,2348° grados. Emplea en completar una órbita alrededor del Sol 1382 días.

## Características físicas
Su magnitud absoluta es 15,1.